# Shot heard round the world

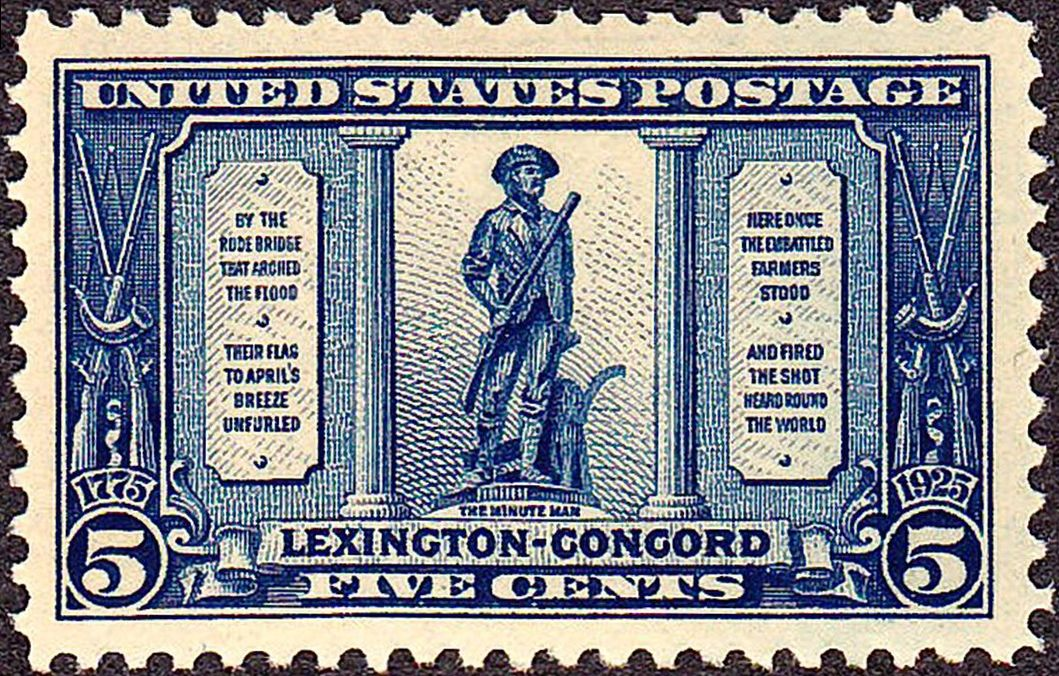
« Le Minute Man » de Daniel Chester French sur un timbre de 5 ¢ de l'USPS. La mention Shot heard round the world issue du poème Concord Hymn de Ralph Waldo Emerson est visible sur la base de la statue.

Le Shot heard round the world  (« le coup de feu entendu autour du monde ») est une expression en anglais qui désigne plusieurs événements historiques ou sportifs.
À l'origine, elle désigne le début de la guerre d'indépendance des États-Unis — les Batailles de Lexington et Concord en 1775 — dans le poème Concord Hymn (1837) de Ralph Waldo Emerson.
Par la suite, elle a notamment désigné l'attentat de Sarajevo — l'assassinat de l’archiduc François-Ferdinand en 1914 — et un coup de circuit de Bobby Thomson (en) pour gagner le titre de la Ligue nationale de baseball en 1951.